# گابریل دریک
گابریل دریک (انگلیسی: Gabrielle Drake؛ زادهٔ ۳۰ مارس ۱۹۴۴) یک هنرپیشه اهل بریتانیا است.
از فیلم‌ها یا مجموعه‌های تلویزیونی که وی در آن‌ها نقش داشته‌است می‌توان به شوهران مسافر و دختری در سوپ من اشاره نمود.